# ファビオ・ファリア
ファビオ・ド・パッソ・ファリア（Fábio do Passo Faria、1989年4月24日 - ）は、ポルトガル・ヴィラ・ド・コンデ出身の元サッカー選手。ポジションはDF。

## 経歴
2004年に地元クラブのリオ・アヴェFCのユースチームに所属し、2007年にトップチーム昇格。ここでの活躍が認められ、2010年7月、SLベンフィカに4年契約で移籍した。2011年1月、スペインのレアル・バリャドリードにレンタル移籍、さらに2011-2012シーズンは前半にFCパソス・デ・フェレイラ、後半にリオ・アヴェFCにレンタルで所属した。
2012年2月、モレイレンセFCとの試合後に体調不良を訴え、直後の検査で心臓に問題があることが発覚。2013年3月に記者会見を開き、現役引退を表明した。なお、ベンフィカとの契約は打ち切られず、契約通り2015年までは何らかの形でチームに残ることも合わせて発表された。
元U-19およびU-21ポルトガル代表である。

## 所属クラブ
- リオ・アヴェFC 2007–2010
- SLベンフィカ 2010–2013

→  レアル・バリャドリード 2011 (loan)
→  FCパソス・デ・フェレイラ 2011-2012 (loan)
→  リオ・アヴェFC 2012 (loan)